# Kapelle St. Anna (Altdorf)

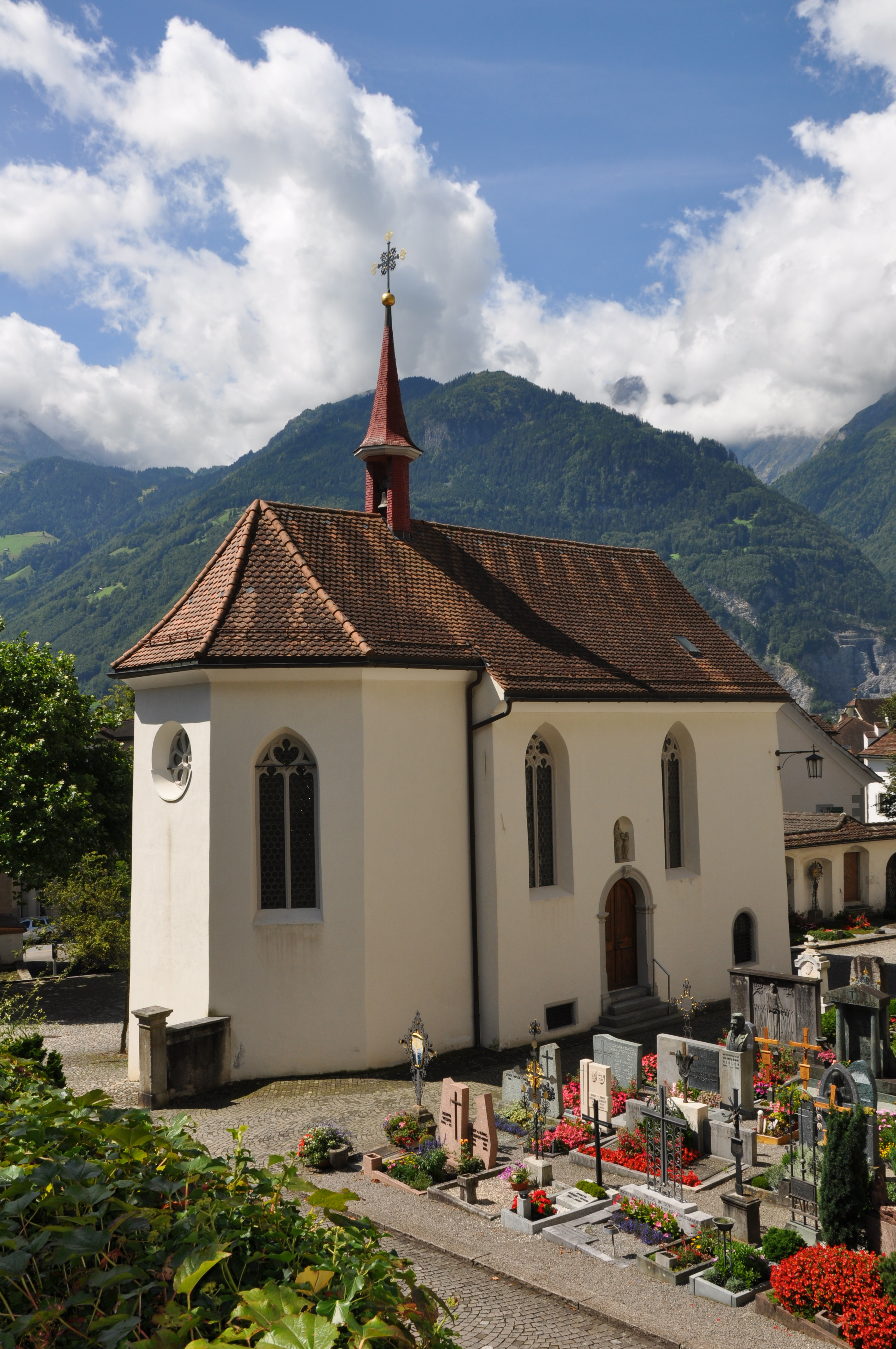
Kapelle St. Anna

Die Kapelle St. Anna ist eine römisch-katholische Kapelle in Altdorf im Kanton Uri. Das im Jahr 1596 errichtete Gebäude diente ursprünglich als Beinhaus, stilistisch ist es der Spätrenaissance zuzuordnen. Die Kapelle steht vor der Südfassade der Pfarrkirche St. Martin und ist als Kulturgut von nationaler Bedeutung eingestuft. Der Altdorfer Kirchenbezirk umfasst auch den Friedhof und die Ölbergkapelle hinter der Pfarrkirche.
Baumeister der Kirche war mit grosser Wahrscheinlichkeit der Luzerner Steinwerkmeister Anton Isenmann (in zeitgenössischen Quellen als «Meister Antoni» bezeichnet). Die der Heiligen Anna geweihte Kapelle ist zweigeschossig; beide Ebenen besitzen einen eigenen Eingang, sind aber nicht räumlich miteinander verbunden. Die architektonische Gestaltung gehört stilistisch zur Spätrenaissance, der hohe und schlanke Baukörper ohne Strebepfeiler deutet aber auf den Frühbarock hin, der im folgenden Jahrzehnt beim Neubau der Pfarrkirche erstmals voll zur Geltung kam. Ein durchlaufender Dachfirst verbindet den Baukörper mit dem eingezogenen polygonalen Chor.
Das obere Geschoss besitzt Lanzettfenster an den Längsseiten, das Eingangsportal ist rundbogig. Im Innern sind Langhaus und Chor durch Zungenmauern getrennt, die dabei entstehende Öffnung wirkt wie ein hochdimensioniertes offenes Tor. An der Westwand hängt ein Gemälde des flämischen Malers Denys Calvaert, der damals in Bologna wirkte; der Auftrag in Altdorf kam durch die Vermittlung von Jakob Arnold (Hauptmann der dortigen päpstlichen Garde) zustande. Das Motiv des Bildes ist die Beweinung Christi. Speziell hervorzuheben ist die von Bildhauer Johannes Dub 1596 gestaltete Abschlussbrüstung gegen den Abstieg in die untere Kapelle. Die als Memento mori ausgeführte Balustrade ist nicht nur in der Schweiz, sondern weit darüber hinaus, einmalig. Im grossen Mittelfeld findet sich eine Gedenkinschrift für den Bauherrn: „CASPAR ROMANVS/BESLER. DERZIT/KILCHENVOGT VND/BAWMEISTER.DES/GOTSHVS.1596“. 
Aufgrund der Lage an einem Berghang ist das untere Geschoss nur vom weiter unten liegenden Kirchplatz erkennbar. Der niedrige Saal wird von einer beinahe rundbogigen Tonne überwölbt. Ein geschmiedetes Eisengitter trennt den vordersten Teil des Raumes ab; geschmückt ist es mit dem Allianzwappen der beiden Stifter: Landammann Emanuel Stanislaus Püntener (1682–1742) und dessen Gattin Maria Anna Katharina Lusser (1689–1764).